# Жовтень 2013
Жовтень 2013 — десятий місяць 2013 року, що розпочався у вівторок 1 жовтня та закінчився в четвер 31 жовтня.

## Події
- 1 жовтня
  - припинив роботу уряд США.
  - В Україні стартував останній призов на строкову військову службу.
- 2 жовтня
  - Кенійський легкоатлет Вілсон Кіпсанг Кіпротіч переміг на Берлінському марафоні.
- 3 жовтня
  - Україна у звіті Freedom House залишилася у числі країн із вільним інтернетом.
- 5 жовтня
  - Український боксер Володимир Кличко у Москві переміг росіянина Олександра Повєткіна.
- 7 жовтня
  - Лауреатами Нобелівської премії з фізіології та медицини стали Джеймс Ротман (США), Ренді Шекман (США) та Томас Зюдгоф (Німеччина) за відкриття, що стосуються механізмів регуляції міжклітинних взаємодій.
- 8 жовтня
  - Лауреатами Нобелівської премії з фізики стали Пітер Гіґґс (Велика Британія) та Франсуа Англер (Бельгія) за відкриття бозона Гіґґса.
- 9 жовтня
  - Лауреатами Нобелівської премії з хімії стали Мартін Карплус, Майкл Левітт та Арі Варшель зі США за комп'ютерне моделювання хімічних систем.
- 10 жовтня
  - Лауреатом Нобелівської премії з літератури стала канадська письменниця Еліс Манро.
  - За результатами підрахунку 72% бюлетенів на президентських виборах в Азербайджані, Президентом республіки втретє обраний Ільхам Алієв.
  - Пакистанська активістка Малала Юсафзай отримала Премію Сахарова.
- 11 жовтня
  - Лауреатом Нобелівської премії миру стала Організація із заборони хімічної зброї.
- 12 жовтня
- Портрет Юрія Гагаріна на фасаді будинку у Харкові визнаний найбільшим графіті в Україні.
- 13 жовтня
  - Близько 380 людей затримані під час масових сутичок на національному ґрунті в Москві.
- 14 жовтня
  - Нобелівську премію з економіки одержали американці Юджин Фама, Ларс Петер Гансен і Роберт Шиллер за роботи з емпіричного аналізу цін на активи.
- 16 жовтня
  - Лауреатом Букерівської премії стала 28-річна новозеландська письменниця Елеанор Каттон.
- 22 жовтня
  - Вперше встановлена на місячному зонді LADEE апаратура лазерного зв'язку показала рекордні швидкості передачі даних з далекого космосу.
- 27 жовтня
  - Новим президентом Грузії вже в першому турі обраний кандидат від урядової коаліції Грузинська мрія Георгій Маргвелашвілі.
- 28 жовтня
  - У рейтингу простоти ведення підприємницької діяльності Україна піднялась на 25 сходинок, але поки посідає 112 місце із 189.
- 29 жовтня
  - У Стамбулі відкрили Мармарай, перший залізничний тунель під протокою Босфор, який з'єднує Азію і Європу.
- 31 жовтня
  - Військові літаки Ізраїлю завдали удару по комплексам ППО на військовій базі Латакія в Сирії.
  - Мер Одеси Олексій Костусєв написав заяву про складання повноважень міського голови.